# 日英包括的経済連携協定
日英包括的経済連携協定（にちえいほうかつてきけいざいれんけいきょうてい英語: the Japan-UK Comprehensive Economic Partnership Agreement）とは、2020年10月に署名され、2021年1月1日に発効した日本とイギリス間の経済連携協定（EPA）。
日本法においては、国会承認を経た「条約」であり、日本国政府による日本語の正式な題名及び法令番号は「包括的な経済上の連携に関する日本国とグレートブリテン及び北アイルランド連合王国との間の協定」、令和2年条約第16号であり、英語での正式な題名は、”Agreement between the United Kingdom of Great Britain and Northern Ireland and Japan for a Comprehensive Economic Partnership”である。

## 署名までの経緯
2019年2月1日に日本とEUの間で、日EU経済連携協定（日EU・EPA）が発効した。
この時点では、イギリスはEUの加盟国であり、当然に日EU・EPAが適用された。しかしすでにEU離脱への手続が進行しており、離脱後に貿易自由化の結果を維持するためには日英の間で新たな協定を締結する必要がある。
その後イギリスは、紆余曲折をへて2020年1月24日にEUとの離脱協定を成立させ、2020年2月1日に離脱した。これを踏まえ2020年1月31日に、日本の財務省関税局は税関HPにおいて、「英国のEU離脱後（移行期間）における日EU・EPAの適用について」と題する発表を行った。
内容的には、従前の発表のとおりイギリス・EU間の離脱協定が発効したため、移行期間（この期間中は、第三国との間でEUが締結している国際約束を含むEU法がイギリスに適用）中は、日本に輸入されるイギリス産品については、日EU・EPAに基づく税率が適用されるとするものである。イギリス・EU間の離脱協定においては、移行期間は2020年12月31日までと規定されている。
法的には、移行期間中においては、日EU間の国際約束におけるEUにはイギリスを含むことが日EU間で合意され、2020年2月1日に外務省告示第25号（英国の欧州連合からの離脱に伴う移行期間中の英国に対する日欧州連合間の国際約束の適用に関する件）として公表された。
2020年2月8日に行われた第8回日英外相戦略対話において二国間で新たな経済的パートナーシップを迅速に構築していくことを改めて確認した。
2020年5月13日、イギリス政府は、イギリスの戦略的アプローチ（英語: UK-Japan free trade agreement: the UK's strategic approach）と題する文書を公表し、交渉に臨む基本的な方針を明らかにした。
2020年6月9日、日本の茂木敏充外務大臣と、イギリスのエリザベス・トラス国際貿易大臣との間でテレビ会談が行われた。日本外務省は、「英国との新たな経済パートナーシップの構築のための交渉を本日立ち上げ、日英双方のビジネスの継続性を確保する観点からも速やかな合意に向け取り組むことで一致しました」と発表し、交渉が開始した。
イギリスのEU離脱後に、引き続きEUの法制度が適用される移行期間は、2020年12月31日までであり、従って関税優遇の空白期間が出ないようにするためには、日英FTAを2021年1月1日に発効させる必要がある。日本では国会承認が必要なため、「日本側は今秋に想定される臨時国会に提出できるよう、7月中に交渉を終える日程を描く」との報道がされている。
2020年6月10日、日英間の経済パートナーシップに関する交渉立上げ後初めてとなる首席交渉官会合が新型コロナウィルス感染症をめぐる状況に鑑み、テレビ会議の形式で開催された。
2020年6月24日、日英間の経済パートナーシップに関する第2回首席交渉官会合がテレビ会議の形式で開催された。
2020年7月8日、日英間の経済パートナーシップに関する第3回首席交渉官会合がテレビ会議の形式で開催された。
2020年7月15日、日英間の経済パートナーシップに関する第4回首席交渉官会合がテレビ会議の形式で開催された。
2020年7月22日、日英間の経済パートナーシップに関する第5回首席交渉官会合がテレビ会議の形式で開催された。
2020年7月29日、日英間の経済パートナーシップに関する第6回首席交渉官会合がテレビ会議の形式で開催された。会合の結果については「各分野で協議を更に加速していくことで一致」と発表され、合意に達したとはされていない。
2020年8月3日、日英間の経済パートナーシップに関する第7回首席交渉官会合がテレビ会議の形式で開催された。会合の結果については「各分野で協議を更に加速していくことで一致」と発表され、合意に達したとはされていない。
2020年8月5日から7日まで、茂木敏充外務大臣は、英国のロンドンを訪問する。このなかで6日、7日の両日、日英間の経済パートナーシップ交渉会合が開催される。
2020年8月6日及び7日、ロンドンにおいて日本の茂木敏充外務大臣と、イギリスのエリザベス・トラス英国国際貿易大臣との間で、対面で協議が行われた。協議の結果は「全24章中大半の分野で実質合意し、主要論点について認識の一致に至り、8月末までの大筋合意を目指すことで一致」と発表され、完全な実質合意はされなかった。残された分野については正確な発表はないが、茂木敏充外務大臣の協議後の記者会見で「マーケットアクセスの問題、原産地の問題、相当詰めの議論ができた」とあることから、この分野においていまだ実質合意がされていないことが示唆されている。
最後まで争点となっている品目は、イギリスからのチーズ（ブルーチーズ）であると、英紙フィナンシャル・タイムズ電子版が、2020年8月10日に報道した。ブルーチーズの関税はイギリス産のスティルトンは29.8%であるが、フランス産のロックフォールやイタリア産のゴルゴンゾーラなどEU産には24.2%が設定されており、差額が問題となった。
日本経済新聞電子版2020年8月26日は、「争点となっていた英国産ブルーチーズの輸入については、一旦MFN税率で輸入した後、日EUとの協定で定める低関税の枠に残分がある場合、差額を還付することで低関税とすることで決着する」（記事内容要約）と報道した。更に「茂木敏充外相とトラス国際貿易相が28日にもテレビ電話で大筋合意」とも報じたが、茂木敏充外務大臣は、28日11時37分の記者会見で「今日、私が何かをする、大きな動きは予定しておりません。」と発言し28日中の会談については否定した。28日夕方の時事通信では「英国産ブルーチーズの関税優遇措置で追加協議が必要となり閣僚協議による28日の大筋合意を持ち越した」と報道した。2020年8月29日の北海道新聞電子版は、争点となっているチーズについて「（EUの低関税の枠の利用を）英国は一時受け入れる構えを見せたものの、輸入枠のさらなる拡大を求め、折り合えなかった。日本側は英国に新たな低関税輸入枠を設定しない方針で交渉を続ける。」と報じた。
合意の見通しについて、茂木敏充外務大臣は、9月1日の記者会見で「できるだけ早くということでありますので、できればこの政権のうちにといいますか、大筋合意まで持っていければ、そんなふうに思っております。」と発言し、9月半ばまでの決着に意欲を示した。2020年9月3日のロイター通信は、「日本との貿易協定については、向こう数週間以内に合意されるとの見方がでている」と伝えた。
2020年9月11日、日本の茂木敏充外務大臣と、イギリスのエリザベス・トラス英国国際貿易大臣との間でテレビ会談が行われ、日英包括的経済連携協定（the Japan-UK Comprehensive Economic Partnership Agreement）について大筋合意（agreed in principle）に至ったことを確認した。。イギリスにとってEU離脱後初めての大規模の貿易合意になる。最後まで争点となっていたチーズ等の扱いについては、新たな関税枠は設けないが日EU・EPAの低関税輸入枠の一部を事実上英国に移すことで、ＥＵと英国を合わせた欧州全体からの輸入枠を維持することで折り合った。
2020年9月11日のロンドン発の共同通信は、「英政府筋は11日、協定は10月中に日本で署名するとの見通しを明らかにした」と伝えた。
2020年9月28日のロンドン発の日本経済新聞電子版は、「英通商の多難映すチーズ　畜産農家へ配慮足かせ 」と題する記事を配信し、「日英交渉は日欧経済連携協定（EPA）の継続事項が大半のため、交渉は難しくないはずだった。茂木敏充外相が訪英した8月7日にはトラス氏との共同記者会見を開き、この日に「大筋合意」を宣言する準備も水面下で進んでいた。それを妨げたのが英国名産のブルーチーズだ。」として「米豪との交渉では畜産品の市場開放に応じざるを得ない。その分、対日交渉で農産品の成果にこだわる必要があった」との見解を報じた。
2020年10月12日、ロイター通信を始めとする複数のメディアが、協定が10月23日に東京で署名されると伝えた。
2020年10月23日、東京において、茂木敏充外務大臣とエリザベス・トラス英国国際貿易大臣との間で協定への署名が行われた。
なお、この署名の閣議決定については、「本日の署名まで不公表」とされ、署名当日10月23日の定例閣議の公表には掲載がなかった。その後、HPが変更され現在では掲載があるが、いつ変更したかは記載がない。

## 国内手続

### 日本
2020年11月4日の閣議で、「包括的な経済上の連携に関する日本国とグレートブリテン及び北アイルランド連合王国との間の協定の締結について国会の承認を求めるの件」が決定され
、同日衆議院へ提出された。国内法の改正については、外務省は条約の説明書において「必要としない」 としている。
衆議院での審議は、2020年11月12日に本会議において、茂木外務大臣が趣旨の説明を行い、これに対する質疑が行われ、外務委員会に付託された。11月13日、外務委員会において、茂木外務大臣から趣旨の説明が行われた。11月18日、外務委員会において、質疑が行われこの日で質疑は終了した「。11月20日、外務委員会において、11月24日の衆議院本会議で可決され、参議院へ送付された。賛成会派は、自由民主党・無所属の会、 立憲民主党・社民・無所属、 公明党、 日本維新の会・無所属の会及び国民民主党・無所属クラブ、反対会派は、日本共産党であった。
参議院での審議は、2020年11月27日に本会議において、茂木外務大臣が趣旨の説明を行い、これに対する質疑が行われ、外交防衛委員会に付託された。12月1日、外交防衛委員会において、茂木外務大臣から趣旨の説明が行われた。12月3日、外交防衛委員会において、質疑及び討論が行われ、可決された。12月4日、参議院院本会議で可決され、国会の承認がされた。参議院における会派別賛否は、コロナ対策のため押しボタン式投票に代わり起立採決となったため公式なHPから確認できない。
日英EPAの実施にあたり、法律改正は不要とされているが、政令改正は必要であり、そのための政令が、2020年12月8日の閣議で、「関税法施行令等の一部を改正する政令」として決定され、12月11日の官報号外第259号により令和2年政令第348号として公布された。また12月11日に財務省関税局は、必要となる通達の改正、を行った。これらの改正は、日英EPAの効力発生の日から施行される。
12月18日の閣議で、「包括的な経済上の連携に関する日本国とグレートブリテン及び北アイルランド連合王国との間の協定の効力発生のための外交上の公文の交換について」が決定され、協定発効に向けた日本側の承認手続きが完了した。
2020年12月23日付官報号外第第270号により、協定は令和2年条約第16号として公布され、同日付外務省告示第494号により協定の発効日が2021年1月1日であると告示された。

### イギリス
2020年12月7日、英議会で日英経済連携協定（EPA）が承認されたと英国の国際貿易省が発表したとした複数のメディアが伝えた。

## 発効
協定の発効日は、イギリスのEU離脱に係る移行期間が終了し、日ＥＵ経済連携協定がイギリスについて適用されなくなる日以後で、かつ、国内手続の完了の通知後であって、両国が合意する日となっている。この日は両締約国の政府間の外交上の公文の交換により特定される。具体的な手続きとして、日本、イギリス双方の手続きの最終的完了を受けて12月18日、東京において、協定の効力発生のための国内手続が完了したことを相互に通告し、効力を生ずる日を特定する外交上の公文の交換が行われた。これにより、日EU経済連携協定が2020年末をもってイギリスについて適用されなくなることを前提に、日英EPAは、2021年1月1日に効力を生ずる。ここで前提条件があるのは、2020年12月18日現在でなお、EUとイギリスの間の交渉が妥結していないためであったが、EUとイギリスの間の交渉が妥結し予定通り2021年1月1日に効力を生じることになった。

## 協定の主要内容
日英EPAが、日EU・EPAを基礎とすることは、日英首脳の共同声明での確認事項である。
梶山弘志経済産業大臣は2020年6月9日の記者会見で「英国への輸出関税について、自動車や自動車部品を中心に、できる限りの関税撤廃期間の前倒しや英国も関心を有するデジタル貿易に関して、よりハイレベルな規定の導入を目指（す）」と述べた。また2020年6月10日の日本経済新聞電子版は、英国のトラス国際貿易相へのインタビューとして「データ流通の自由化を優先課題に挙げた」と伝えた。農業分野について、日本農業新聞は、日EU・EPAにおいて、低関税の枠を設けた品目の扱いが争点になると指摘した。EUの枠を削減せずにイギリス向けの枠を設けた場合、実質的な枠の拡大になるためである。当然ながらEU枠の削減にはEUの同意が必要である。
合意の内容としては、関税については、全体として日EU・EPAの関税率とし、日EU・EPAによる関税引下げが段階的な場合は、撤廃期間に追いつく形で適用（いわゆる「キャッチアップ」）を行う。このキャッチアップは条文的には、個々の産品につき協定の発効時点での引下げを規定（これにより日EU協定の税率まで引き下げとなる）し、残分を均等で吹き下げると規定する。追加的なものとしてはイギリス側は、追加的に鉄道車両・自動車部品等の即時撤廃を行う。日本側は農産品については新たな関税割当を行わないが、日EUEPAの関税割当枠を実質的に利用できる。具体的には、ソフト系チーズや一部の調製品について、日EU・EPAで設定された関税割当の未利用分が生じた場合に限り、当該未利用分の範囲内で、事後的に日EU・EPAの関税割当と同じ税率を適用する仕組みを設けることにより対応する。この具体的な方法は、協定付属書附属書２－A第3編第B節に規定された。内容としては輸入許可前引取りされた対象産品について、引取りの翌年度に、農林水産省が発給する日英特恵輸入証明書（日EUEPAによる関税割当の残分が発給限度）が提出された場合に協定の税率を適用するとする。払い戻しではなく、現行の関税法の枠内で適用できる。他の改正も関税関係の法律改正は要しない。
麦芽については、英国向けの関税割当は設けないが、英国産を含め、国内の事業者が必要とする数量を、これまでどおり一般関税割当で割り当てる。なお、この旨を国際約束を構成しない（法的拘束力を有しない）文書としてではあるが交換書簡を交わして確認している。
農産品で、数量セーフガードの対象となっている品目については、イギリスとEUからの合計輸入数量が、日EU・EPAと同じ発動基準数量に達した場合に、イギリスに対して発動となった。EU自体については、日EU・EPAが改正されない限り、EUからの輸入数量が、日EU・EPAの発動基準数量に達した場合に、EUに対して発動となる。
原産地規則については、多くのEU産原産材料・生産を日英EPA上の原産材料・生産とみなすことを規定。工作機械、繊維、自動車部品等の一部については品目別規則を日EUEPAよりも緩和。
電子商取引・金融サービスについては、日EU・EPAをはるかに超える内容として、最先端のデジタルおよびデータ規定。情報の越境移転の制限の禁止、コンピュータ関連設備の設置要求の禁止、暗号情報の開示要求禁止等を規定。ソースコード開示要求の禁止の対象にアルゴリズムを追加。金融サービスにおけるコンピュータ関連設備の設置要求の禁止を規定。
競争政策については、日EU・EPAの内容を維持しつつ、消費者保護に係る規定を追加。
ジェンダー（貿易と女性）については、女性による国内経済及び世界経済への衡平な参加の機会の増大の重要性を認めること等を規定。

### 協定の構成
日英EPAは、交渉開始当時は、日EU・EPAと同じく23章とそれらに関連する付属書から構成され、6つのワーキンググループによりTV会議で交渉がされるとされた。
最終的な協定は、第21章として、貿易及び女性の経済的エンパワーメントが追加され全体が24章で構成されることになった。